# South Oxhey
South Oxhey – wieś w Anglii, w hrabstwie Hertfordshire, w dystrykcie Three Rivers. Leży 30 km na południowy zachód od miasta Hertford i 23 km na północny zachód od centrum Londynu.